# کاری سبز

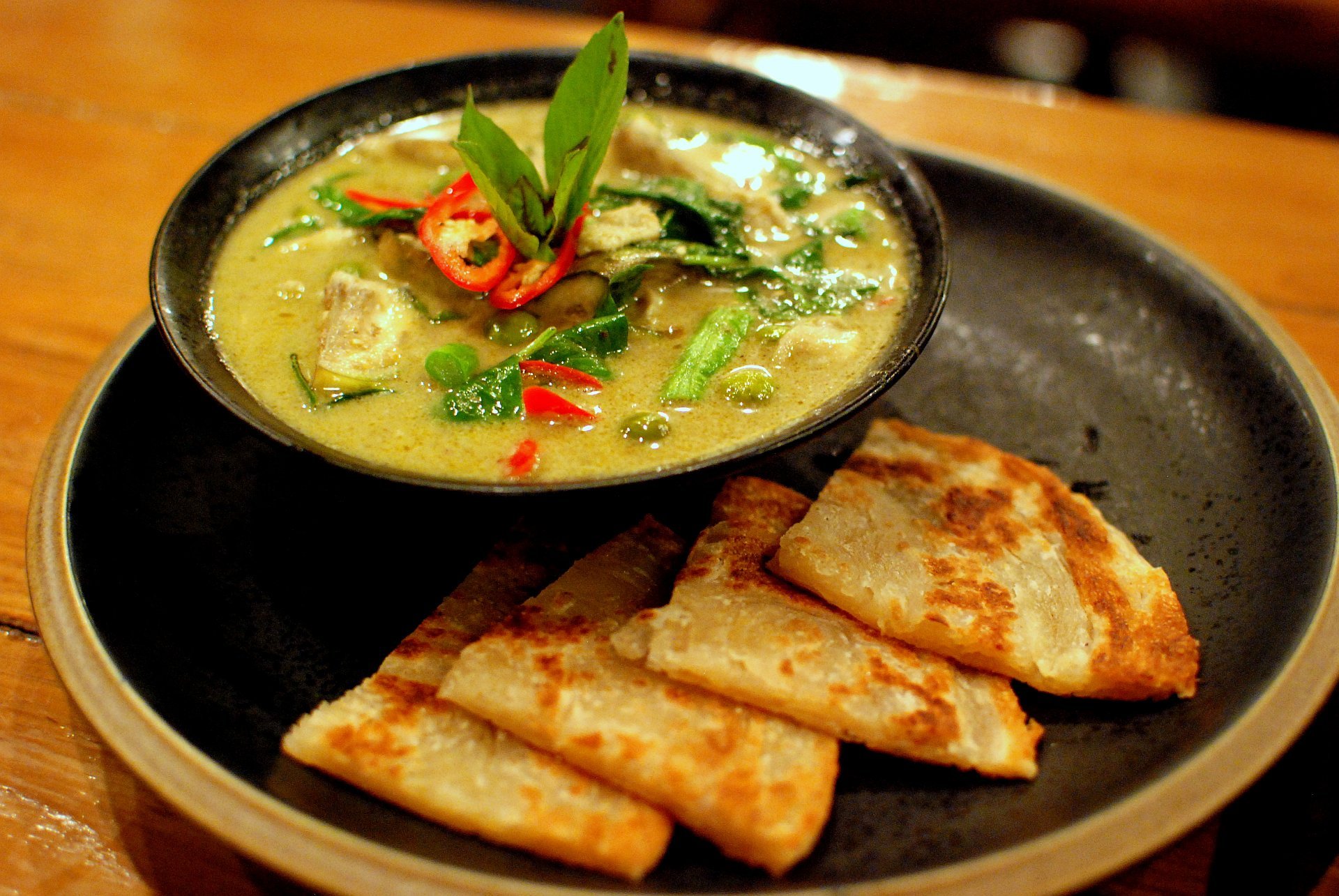
کاری سبز تایلندی با نان روتی

کاری سبز (تایلندی: แกงเขียวหวาน) یکی از انواع کاری متعلق به ناحیهٔ مرکزی تایلند است.

## ریشه‌شناسی
نام کاری «سبز» به دلیل رنگ سبز این غذاست که از فلفل سبز تند می‌آید. از آنجایی که این کاری تایلندی با شیر نارگیل و فلفل سبز تند تازه تهیه می‌شود، رنگ نهایی سبز کم رنگ و شیری رنگ یا آنگونه که تایلندی‌های می‌گویند «سبز شیرین» است. مواد تشکیل دهنده این غذا همیشه ثابت نیست. این کاری لزوماً شیرین تر از دیگر کاری‌های تایلندی نیست امّا با وجود اینکه درجات تندی متفاوت می‌تواند داشته باشد، معمولاً تند و تیز تر از کاری‌های ملایم قرمز است.

## مواد تشکیل دهنده
به غیر از یک پروتئین اصلی که به‌طور سنتی ماهی یا گوشت است، دیگر مواد لازم برای این غذا اغلب عبارتند از: شیر نارگیل، مخلوط کاری سبز، شکر نخل، سس ماهی، بادمجان تایلندی، سبزیجات و حتی میوه. قوام سس بسته به میزان شیر نارگیل استفاده شده، متفاوت از کار در می‌آید. مخلوط کاری سبز به‌طور سنتی با ساییدن مواد زیر در هاون ایجاد می‌شود: فلفل سبز تند، پیاز ریز، سیر، گالانگال، علف لیمو، پوست لیموی کفیر، ریشه گشنیز، زردچوبه قرمز، تخم گشنیز و زیره سیاه، تفت داده فلفل سفید،با، سس میگو و نمک.

## روش پخت
مخلوط کاری را در نیمی از خامهٔ نارگیل تفت داده تا بوی معطرش بلند شود. هنگامی که مخلوط کاری پخته شد، شیر نارگیل بیشتر و باقی مواد را همراه با کمی شکر نخل و سس ماهی اضافه می‌کنیم. در نهایت برای تزئین اغلب از ریحان تایلندی، برگ لیموی کفیر تازه و فلفل قرمز بزرگ ملایم استفاده می‌شود.

## سرو کردن
کاری سبز به‌طور معمول با برنج یا با رشته‌های برنجی گرد سرو می‌شود.

## نگارخانه

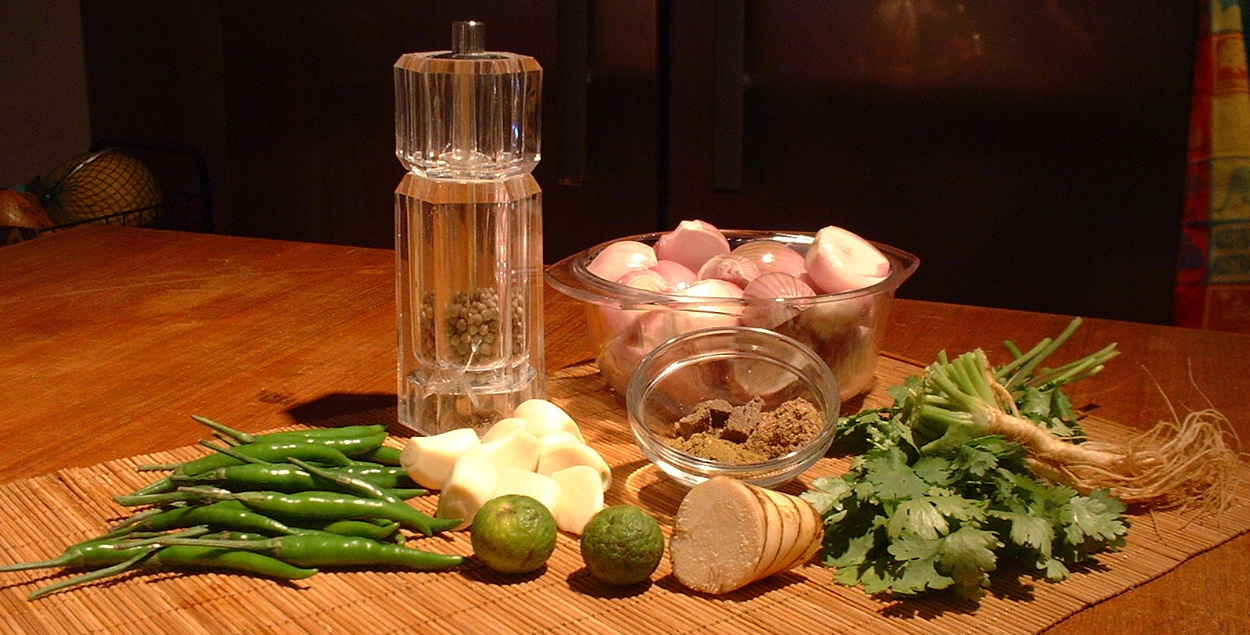
مواد لازم برای مخلوط کاری
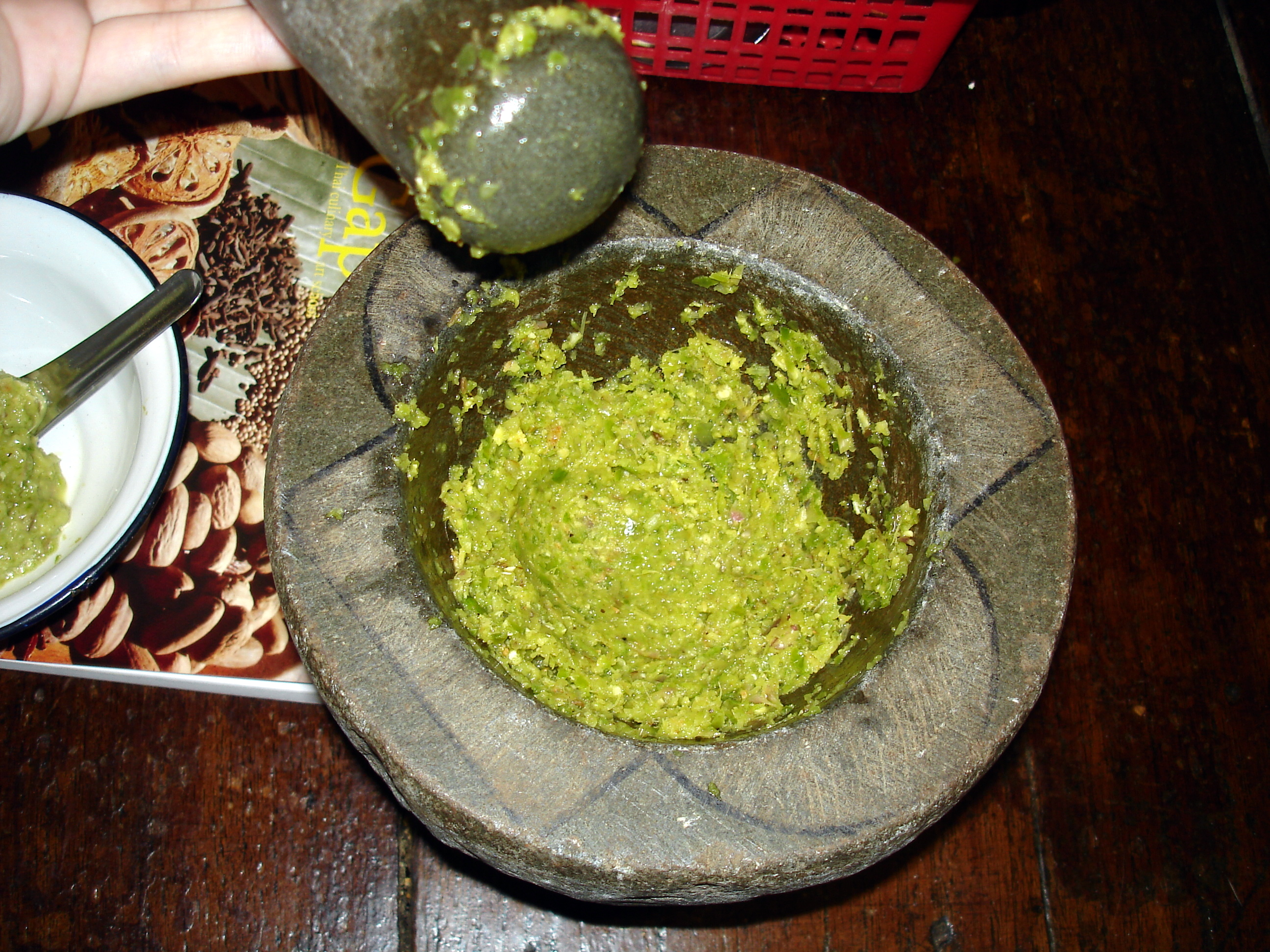
مخلوط کاری تازه
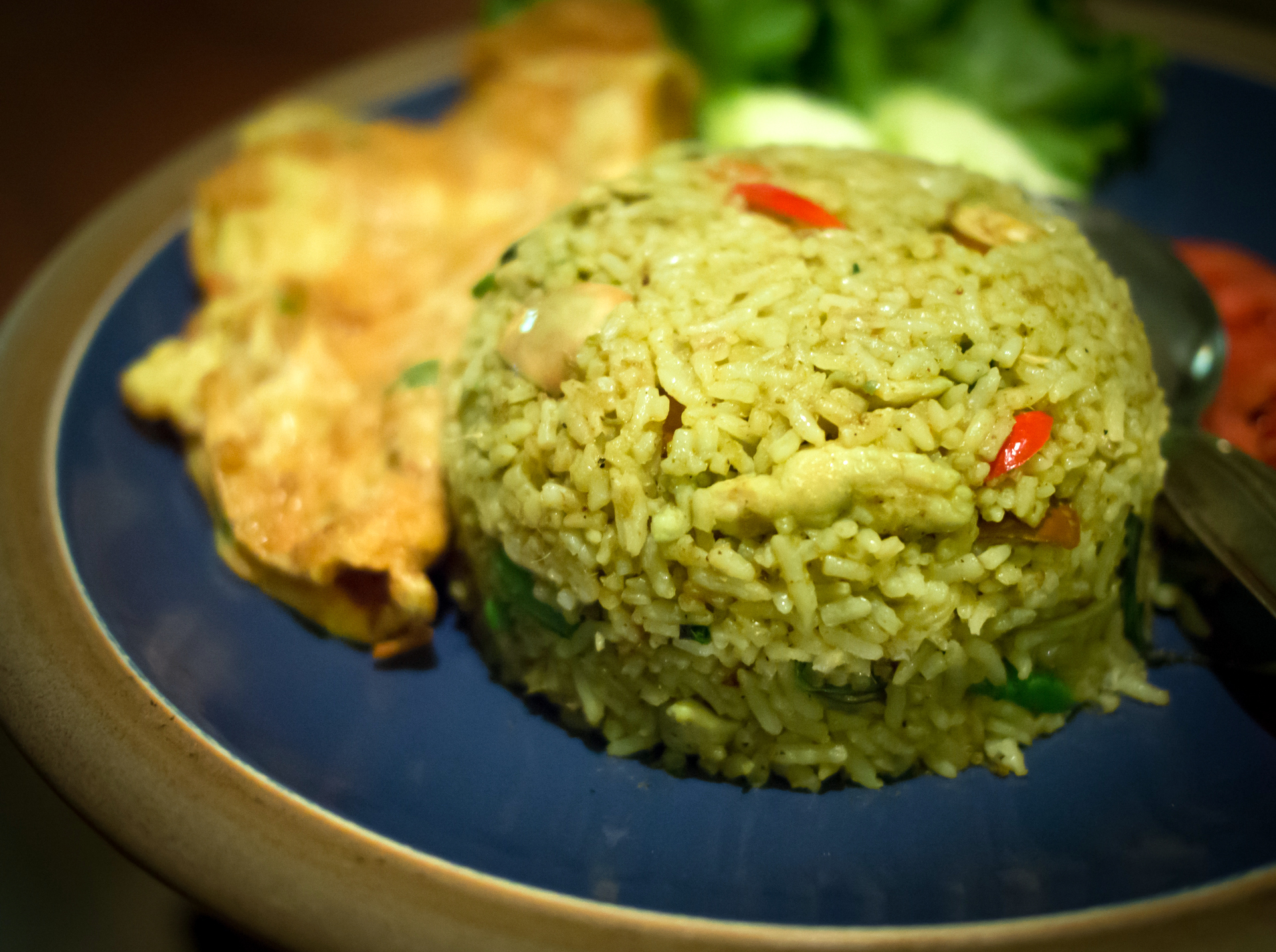
برنج سرخ شده با کاری سبز